# Nadine Gasman
Nadine Flora Gasman Zylbermann (Ciudad de México, 26 de julio de 1957) es una médica, activista, diplomática y funcionaria mexicana-francesa. Fue presidenta del Instituto Nacional de las Mujeres desde el 20 de febrero de 2019 hasta 30 de septiembre de 2024. También se ha desempeñado como representante de la ONU en diversos cargos y países.

## Biografía

### Primeros años y educación
Nadine Gasman nació en la Ciudad de México el 26 de julio de 1957 y tiene ascendencia francesa, además de que posee ambas nacionalidades. Aunque su lengua materna es el español, también aprendió inglés, francés y portugués.
Es licenciada médico cirujana por la Universidad Nacional Autónoma de México (UNAM) y la Universidad La Salle. Tiene una maestría en salud pública por la Universidad de Harvard y una maestría de la misma disciplina por la Universidad Johns Hopkins.

### Carrera
Hablamos más fuerte ahora, tanto hombres como mujeres están pensando en [la salud y los derechos sexuales y reproductivos]… Yo siempre digo: «La igualdad de género y el empoderamiento de las mujeres son muy buenos para las mujeres. Pero también muy buenos para los hombres. Son buenos para todo el mundo».[cita requerida]
Iconos y activismo del UNFPA

Gasman ha trabajado en política pública en pro de los derechos de la mujer, los derechos humanos y la interculturalidad por más de treinta años. Ha trabajado en México, Guatemala y Brasil a favor de la igualdad de género y en contra de la violencia contra la mujer; además, también ha se ha involucrado con mujeres afrodescendientes.
Desde 2005 hasta 2010 fue representante en Guatemala del Fondo de Población de las Naciones Unidas. Desde 2010 hasta 2013 fue vicedirectora en Latinoamérica y el Caribe de la campaña contra la violencia de la mujer dirigida por el secretario general de la ONU Ban Ki-moon. Fue representante de la ONU Mujeres en Brasil desde 2013, en el que presentó un conjunto de metas como duplicar el acceso femenino a Internet y desafió al Ministerio de la Mujer, Familia y Derechos Humanos de Brasil por negarse a participar en el formulario.
Aboga por un mayor acceso al aborto legal en México. También ayudó a fortalecer los servicios del 911 para protegerse contra un aumento de la violencia doméstica durante las cuarentenas por la pandemia de COVID-19. Trabajó en el área de investigación del Instituto Nacional de Salud Pública y fue Asesora del Consejo Nacional de Vacunación de la Secretaria de Salud. También fue directora del IPAS México, organización no gubernamental en pro de los derechos sexuales y reproductivos, en donde colaboró con el gobierno para el desarrollo de Modelos Inclusivos Centralizados de Cuidados a las Víctimas de abuso sexual y cuidados postaborto.
El 20 de febrero de 2019 fue nombrada por Olga Sánchez Cordero, secretaria de Gobernación, siendo elegida entre otras dos mujeres: Candelaria Ochoa Ávalos y Patricia Olamendi Torres. Afirmó en su toma de cargo que sus principales dos prioridades serían reforzar los programas de prevención de violencia contra las mujeres y el embarazo no deseado.

Es un honor haber sido seleccionada como titular de INMUJERES entre una terna de mujeres con destacadas trayectorias. Me propongo poner en el centro de la 4T la agenda de la igualdad sustantiva y contribuir a la superación de las desigualdades entre mujeres y hombre.
20 de febrero de 2019